# Martín Landaluce
Martín Landaluce Lacambra (* 8. Januar 2006 in Madrid) ist ein spanischer Tennisspieler.

## Karriere
Landaluce trainiert an der Rafael Nadal Academy auf Mallorca. Er wäre noch bis Ende 2024 auf der ITF Junior Tour spielberechtigt, wo er bis Ende 2022 spielte. In der Jugend-Rangliste erreichte er Platz 2. Bereits 2021, mit 15 Jahren spielte er bei den Junioren und beendete dort das Jahr auf Platz 243. 2022 ging er bei drei der vier Grand-Slam-Turniere an den Start und überzeugte dort vor allem im Einzel. Bei den Wimbledon Championships erreichte er das Halbfinale, im Einzel und im Doppel. Im September gewann er als Setzlistenfünfter die Einzelkonkurrenz der US Open mit 16 Jahren. Ende des Jahres beendete er seine Laufbahn als Junior und spielte fortan ausschließlich bei den Profis.
Dort trat der Spanier 2022 bei zwei Gelegenheiten in Erscheinung. Beim Challenger in Alicante und auf der ATP Tour in Gijón. Beide Male war er gegen seinen Gegner chancenlos. Im Jahr 2023 sammelte er weitere Erfahrung durch Wildcards bei den höherklassigen Touren. Erste Erfolge verbuchte er auf der am niedrigsten dotierten ITF Future Tour. Insgesamt fünf Halbfinals erreichte er auf diesem Niveau, sodass er das Jahr auf Platz 448 der Weltrangliste abschloss. Bei den Challengers in Alicante und Valencia schaffte er das erste Mal den Einzug ins Viertelfinale.
2024 sammelte Landaluce mit seinem ersten Titelgewinn bei einem Future genug Punkte, um fortan nur noch bei Challengers zu spielen. Im Februar zog er auf Teneriffa erstmals in ein Challenger-Halbfinale. Beim Masters in Miami erzielte Landaluce gemessen am Ranking des Gegners seinen größten Sieg, als er seinen Landsmann Jaume Munar (Nr. 72 der Welt) in drei Sätzen schlug. Der Sieg war sein erster auf der höchsten Tennisebene sowie der erste Masters-Matcherfolg eines Spielers seines Jahrgangs und brachte Landaluce zudem ein Preisgeld von knapp 30.000 US-Dollar ein. In der zweiten Runde unterlag er Ben Shelton mit 3:6, 4:6. Sein Karrierehoch von Rang 281 erreichte er im August 2024.

## Erfolge
| Legende (Anzahl der Siege) |
| Grand Slam                 |
| ATP Finals                 |
| ATP Tour Masters 1000      |
| ATP Tour 500               |
| ATP Tour 250               |
| ATP Challenger Tour (1)    |

### Einzel

#### Turniersiege
| Nr. | Datum            | Turnier | Belag     | Finalgegner     | Ergebnis |
| --- | ---------------- | ------- | --------- | --------------- | -------- |
| 1.  | 20. Oktober 2024 | Olbia   | Hartplatz | Mattia Bellucci | 6:4, 6:4 |